# 河野孝汰
河野 孝汰（かわの こうた、2003年8月12日 - ）は、山口県周南市出身のサッカー選手。日本プロサッカーリーグ（Jリーグ）・レノファ山口FC所属。ポジションは、フォワード（FW）。

## 来歴

### クラブ
幼少期に一時住んでいた広島県尾道市で5歳上の兄が入っていたクラブチームに誘われてサッカーを始める。山口に戻ってレノファ山口FCのアカデミーに加入し、高円宮杯 JFA U-18サッカーリーグ 山口県ユースリーグ1部所属の山口U-18では高校1年生から背番号10番を付け、2019年5月にトップチームに2種登録された。同年11月16日のJ2第41節・モンテディオ山形戦で途中出場し、Jリーグデビューした。
翌2020年も2種登録され、7月29日のJ2第8節・対V・ファーレン長崎戦でJリーグ初ゴールを挙げた。16歳11ヶ月17日での初得点となったが、これはこれまで菊池大介（当時湘南ベルマーレ）が保持していたJ2の最年少ゴール記録（17歳3ヶ月15日）を更新するものであった。
2020年7月31日、翌8月1日付でトップチームに正式昇格した上で、プロ契約を締結することが発表された。
2024年シーズンは、山瀬功治とともにキャプテンに就任した。同年9月21日、J2リーグ第32節ジェフユナイテッド千葉戦で負傷。左膝前十字靭帯断裂、内側側副靭帯損傷、外側半月板断裂で8ヶ月程度の加療予定が発表された。

### 代表
2018年7月、U-15日本代表に選出され、中国遠征に参加。2019年6月、U-16日本代表としてU-16インターナショナルドリームカップに出場した。

## 所属クラブ
- 尾道東JFC
- ボアソルテ美都FC
- レノファ山口FC U-12
- レノファ山口FC U-15
- レノファ山口FC U-18（野田学園高校）
  - 2019年5月 - 2020年7月  レノファ山口FC（2種登録選手）
- 2020年8月 -   レノファ山口FC

## 個人成績
| 国内大会個人成績 | 国内大会個人成績 | 国内大会個人成績 | 国内大会個人成績 | 国内大会個人成績 | 国内大会個人成績 | 国内大会個人成績 | 国内大会個人成績 | 国内大会個人成績 | 国内大会個人成績 | 国内大会個人成績 | 国内大会個人成績 |
| 年度             | クラブ           | 背番号           | リーグ           | リーグ戦         | リーグ戦         | リーグ杯         | リーグ杯         | オープン杯       | オープン杯       | 期間通算         | 期間通算         |
| 年度             | クラブ           | 背番号           | リーグ           | 出場             | 得点             | 出場             | 得点             | 出場             | 得点             | 出場             | 得点             |
| 日本             | 日本             | 日本             | 日本             | リーグ戦         | リーグ戦         | リーグ杯         | リーグ杯         | 天皇杯           | 天皇杯           | 期間通算         | 期間通算         |
| ---------------- | ---------------- | ---------------- | ---------------- | ---------------- | ---------------- | ---------------- | ---------------- | ---------------- | ---------------- | ---------------- | ---------------- |
| 2019             | 山口             | 42               | J2               | 1                | 0                | -                | -                | 0                | 0                | 1                | 0                |
| 2020             | 山口             | 38               | J2               | 19               | 1                | -                | -                | -                | -                | 19               | 1                |
| 2021             | 山口             | 38               | J2               | 16               | 2                | -                | -                | 0                | 0                | 16               | 2                |
| 2022             | 山口             | 38               | J2               | 3                | 0                | -                | -                | 0                | 0                | 3                | 0                |
| 2023             | 山口             | 20               | J2               | 34               | 5                | -                | -                | 1                | 0                | 35               | 5                |
| 2024             | 山口             | 20               | J2               | 32               | 8                | 0                | 0                | 2                | 1                | 34               | 9                |
| 2025             | 山口             | 20               | J2               |                  |                  |                  |                  |                  |                  |                  |                  |
| 通算             | 日本             | 日本             | J2               | 105              | 16               | 0                | 0                | 3                | 1                | 108              | 9                |
| 総通算           | 総通算           | 総通算           | 総通算           | 105              | 16               | 0                | 0                | 3                | 1                | 108              | 9                |

- 2019年・2020年（7月まで）は2種登録選手

出場歴
- Jリーグ初出場 - 2019年11月16日 J2第41節 対モンテディオ山形戦（維新みらいふスタジアム）
- Jリーグ初得点 - 2020年7月29日 J2第8節 対V・ファーレン長崎戦（維新みらいふスタジアム）

## 代表歴
- U-15日本代表
- U-16日本代表
- U-18日本代表
- U-20日本代表